# Baden (Weinanbaugebiet)
Baden ist das südlichste und mit rund 15.727 Hektar Rebfläche und einem Durchschnittsmostertrag von 1,1 Millionen Hektoliter das drittgrößte Weinanbaugebiet in Deutschland. Als einziges deutsches Weinbaugebiet gehört es zur Weinbauzone B der Europäischen Union, wie auch das benachbarte Elsass, die Champagne und das Loire-Tal, die sämtlich in Frankreich liegen.

## Bereiche

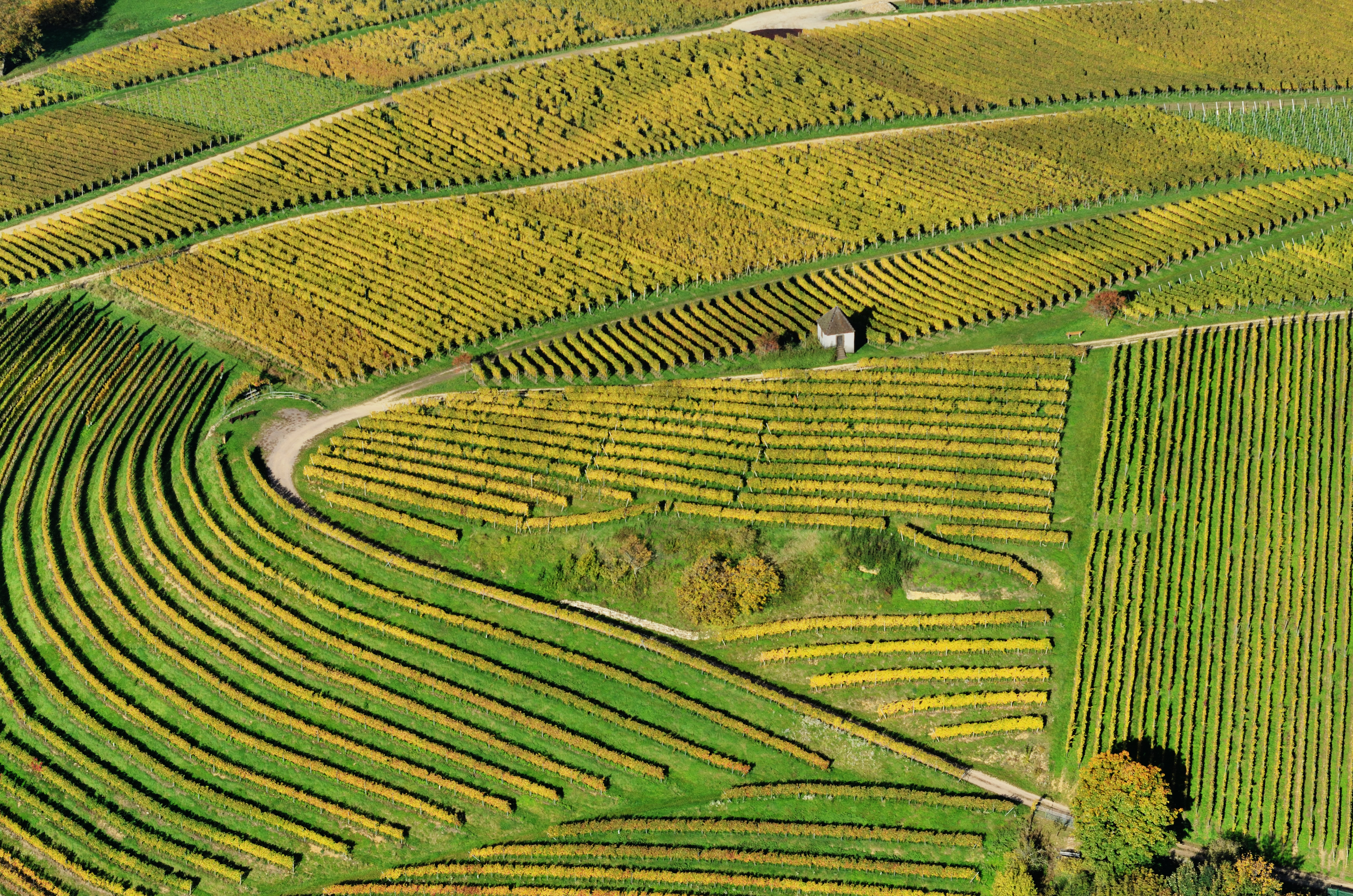
Weinbaufläche im Markgräflerland

Baden ist in 9 Weinbaubereiche unterteilt:
1. Badische Bergstraße
2. Bodensee
3. Breisgau
4. Kaiserstuhl
5. Kraichgau
6. Markgräflerland
7. Ortenau
8. Tauberfranken
9. Tuniberg

## Rebsorten

### Weißwein

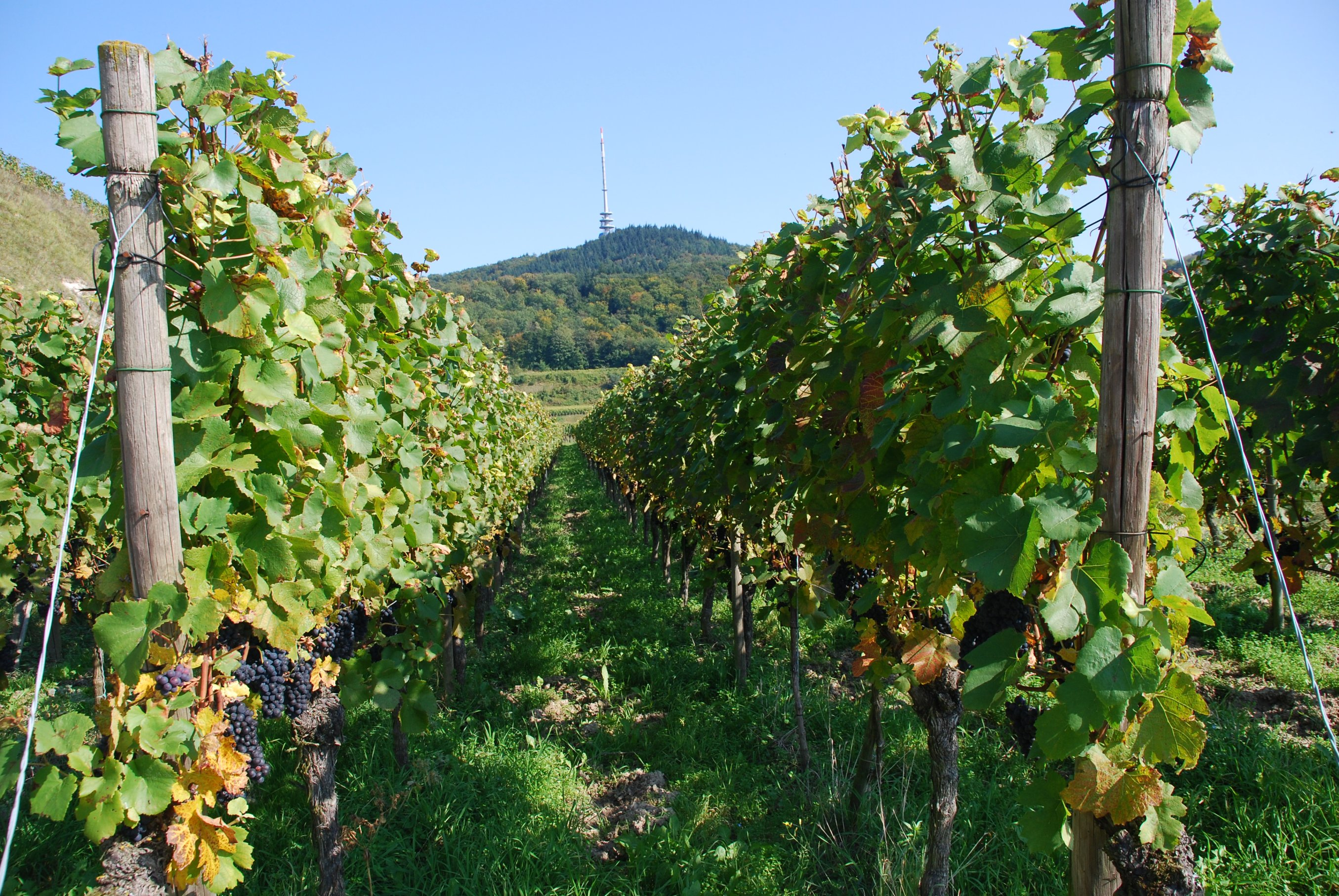
Weinreben am Kaiserstuhl

Für Weißwein angebaut werden unter anderem die Rebsorten Grauburgunder (Ruländer), Müller-Thurgau, Bacchus, Gutedel, Kerner, Riesling, Scheurebe, Sauvignon Blanc, Muskateller, Nobling, Auxerrois, Weißburgunder, Silvaner und Gewürztraminer.
2016 wurden für das bestimmte Anbaugebiet Baden zusätzlich die Weißweinsorten Chenin Blanc, Muscaris und Souvignier gris zugelassen.

### Rotwein
Für Rotwein angebaut werden vor allem Spätburgunder, Regent, Schwarzriesling und Dornfelder.
2016 wurden für das bestimmte Anbaugebiet Baden zusätzlich die Rotweinsorten Frühburgunder, Lagrein, Tempranillo und Zweigelt zugelassen.

### Cuvée/Verschnitt
Badisch Rotgold, manchmal auch Badischer Rotling genannt, ist keine Rebsorte, sondern ein Verschnitt aus mindestens 51 % Trauben der weißen Rebsorte Grauer Burgunder mit höchstens 49 % Trauben der roten Rebsorte Spätburgunder.

## Bekannte Weinbauorte
Bekannte Weinbauorte sind Auggen, Achkarren, Bahlingen, Beckstein, Berghaupten, Bickensohl, Bischoffingen, Bötzingen, Buchholz, Bühl (Neusatz, Kappelwindeck, Altschweier, Eisental), Burkheim, Durbach, Eichstetten, Endingen am Kaiserstuhl, Fremersberg, Gengenbach, Glottertal, Hagnau, Hohberg, Ihringen, Istein, Jechtingen, Kappelrodeck, Königheim, Lauda-Königshofen, Laufen, Malsch, Malterdingen, Meersburg, Michelfeld, Müllheim, Neuweier, Oberbergen, Oberkirch, Oberrotweil, Ohlsbach, Ortenberg, Pfaffenweiler, Rauenberg, Salem, Sasbach, Sasbachwalden, Schliengen, Tauberbischofsheim, Überlingen, Waldulm und Weingarten.

## Weinerzeuger

### VDP-Mitglieder

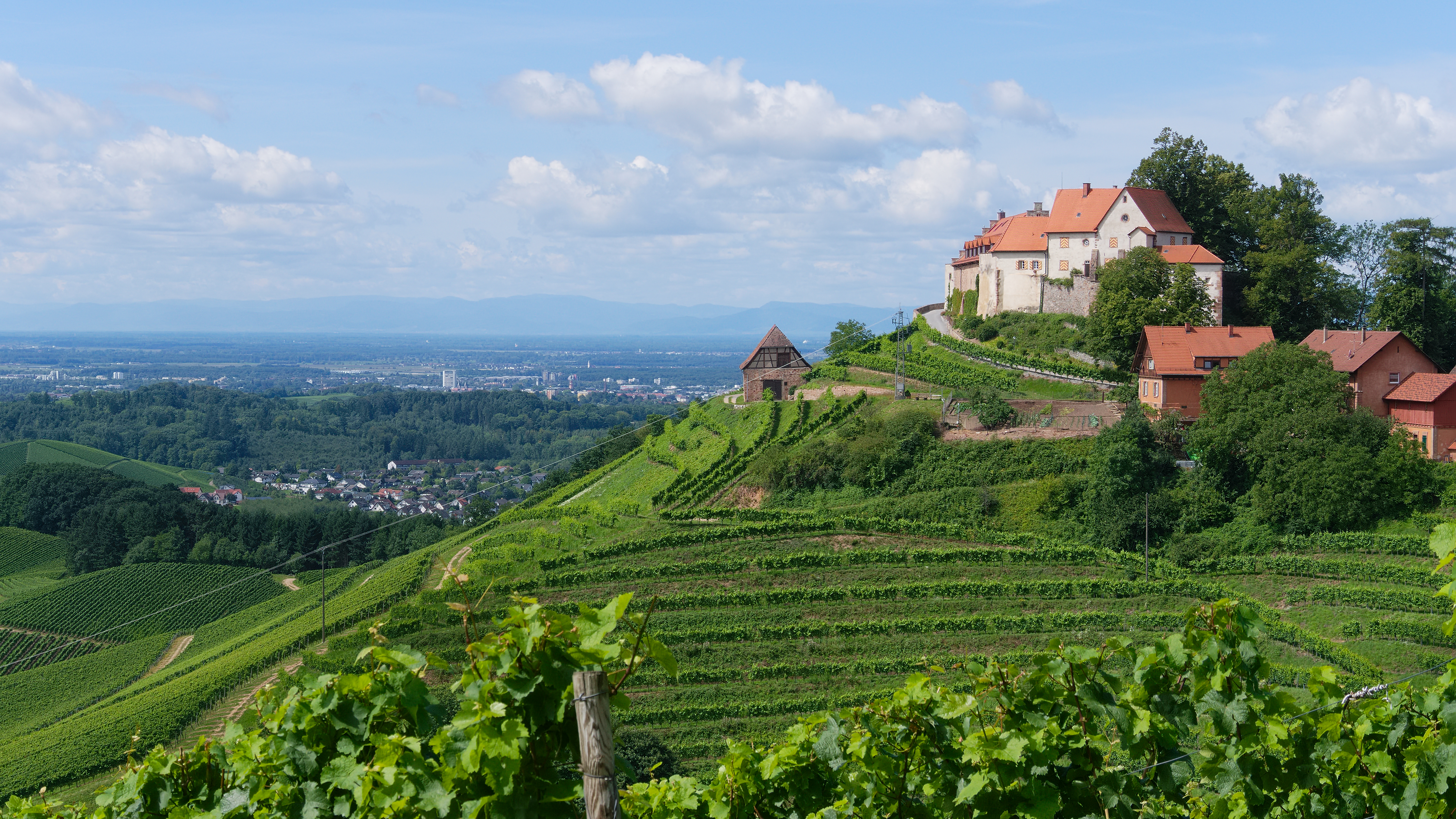
Weingut Markgraf von Baden, Betriebsstätte Schloss Staufenberg

Dem Verband Deutscher Prädikatsweingüter (VDP) gehören an:
- Weingut Bercher
- Weingut Blankenhorn
- Staatsweingut Freiburg
- Weingut Burg Ravensburg
- Weingut Heitlinger
- Weingut Freiherr von und zu Franckenstein
- Weingut Dr. Heger
- Weingut Bernhard Huber
- Weingut Wöhrle
- Weingut Andreas Laible
- Weingut Lämmlin-Schindler
- Weingut Schloss Neuweier
- Weingut Salwey
- Weingut Schlumberger-Bernhart
- Weingut Seeger
- Weingut Stigler
- Weingut Markgraf von Baden
- Weingut Michel
- Weingut Franz Keller Schwarzer Adler
- Weingut Schlör

### DLG-empfohlene Weingüter
Von der Deutschen Landwirtschafts-Gesellschaft (DLG) werden empfohlen:
- Wein- und Sektgut Karle

### Winzergenossenschaften
- Badischer Winzerkeller Breisach
- Winzergenossenschaft Oberbergen

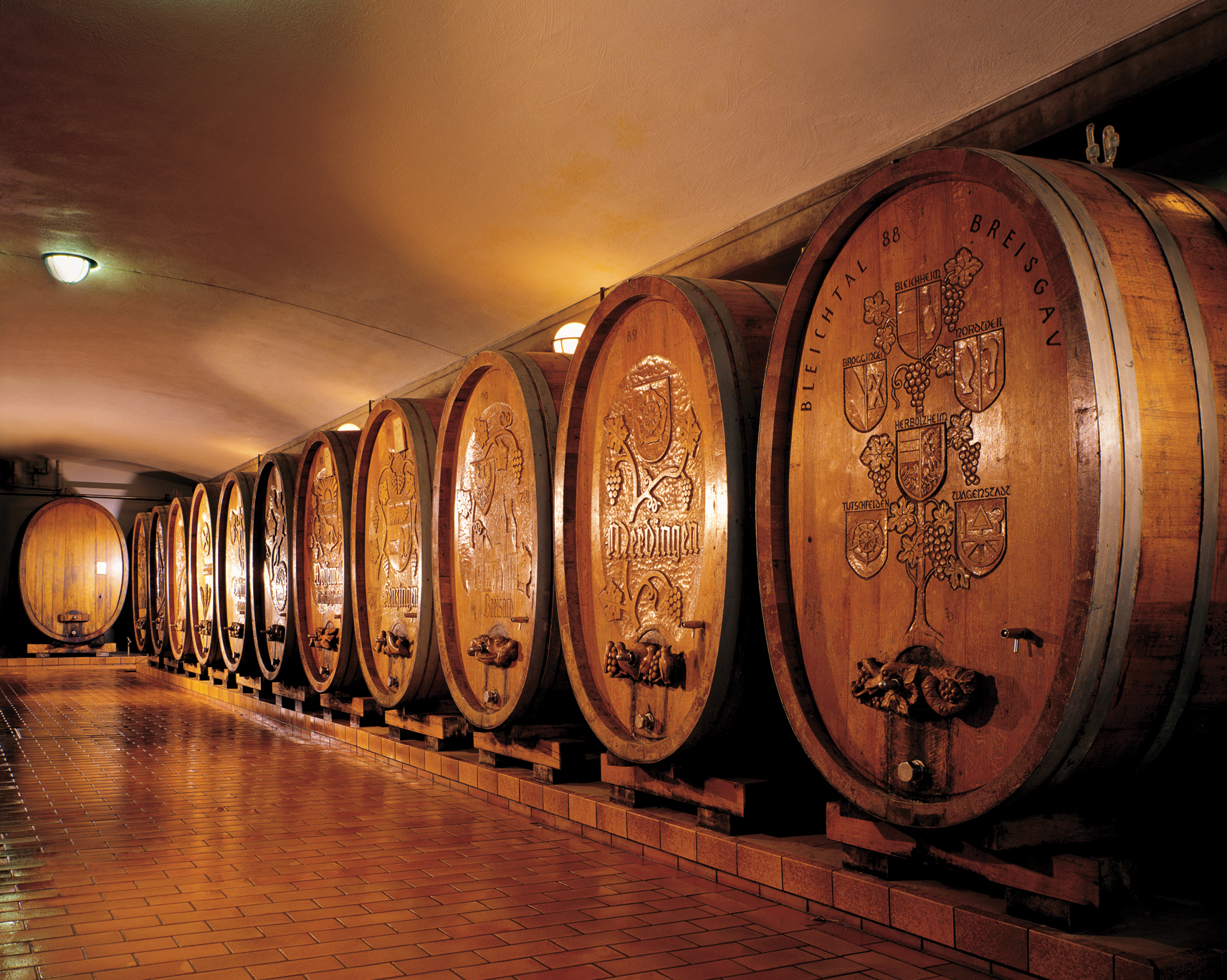
Holzfasskeller des Badischen Winzerkellers

- Winzergenossenschaft Achkarren, Kaiserstuhl
- Winzergenossenschaft Bickensohl, Kaiserstuhl
- Winzergenossenschaft Bischoffingen-Endingen am Kaiserstuhl eG, Kaiserstuhl
- Winzergenossenschaft Burkheim, Kaiserstuhl
- Winzergenossenschaft Bötzingen, Kaiserstuhl
- Erste Markgräfler Winzergenossenschaft Schliengen-Müllheim eG, Markgräfler Land
- Winzerkeller Auggener Schäf eG, Markgräfler Land
- Winzergenossenschaft Britzingen, Markgräfler Land
- Affentaler Winzer, Ortenau
- Alde Gott Winzer eG Sasbachwalden, Ortenau
- Baden-Badener Weinhaus am Mauerberg, Ortenau
- Durbacher Winzergenossenschaft, Ortenau
- Winzerverein Hagnau, Bodensee
- Winzerverein Munzingen, Tuniberg
- Gengenbacher Winzergenossenschaft, Ortenau
- Jechtinger Weinmanufaktur, Kaiserstuhl
- Winzerverein Meersburg, Bodensee
- Oberkircher Winzer, Ortenau
- Kaiserstühler Winzerverein Oberrotweil, Kaiserstuhl
- Pfaffenweiler Weinhaus, Pfaffenweiler
- Rammersweirer Winzergenossenschaft, Ortenau
- Winzergenossenschaft Waldulm, Kappelrodeck-Waldulm, Ortenau
- Winzerkeller Hex vom Dasenstein Kappelrodeck, Ortenau
- Winzergenossenschaft Königschaffhausen-Kiechlinsbergen eG, Kaiserstuhl
- Becksteiner Winzer eG, Tauberfranken
- Winzergenossenschaft Sasbach am Kaiserstuhl
- Winzergenossenschaft eG Schriesheim, Schriesheim
- Winzerverein Reichenau, Bodensee
- Winzergenossenschaft Erzingen eG
- Winzergenossenschaft Lahr eG
- Winzergenossenschaft Oberschopfheim eG

## Werbung

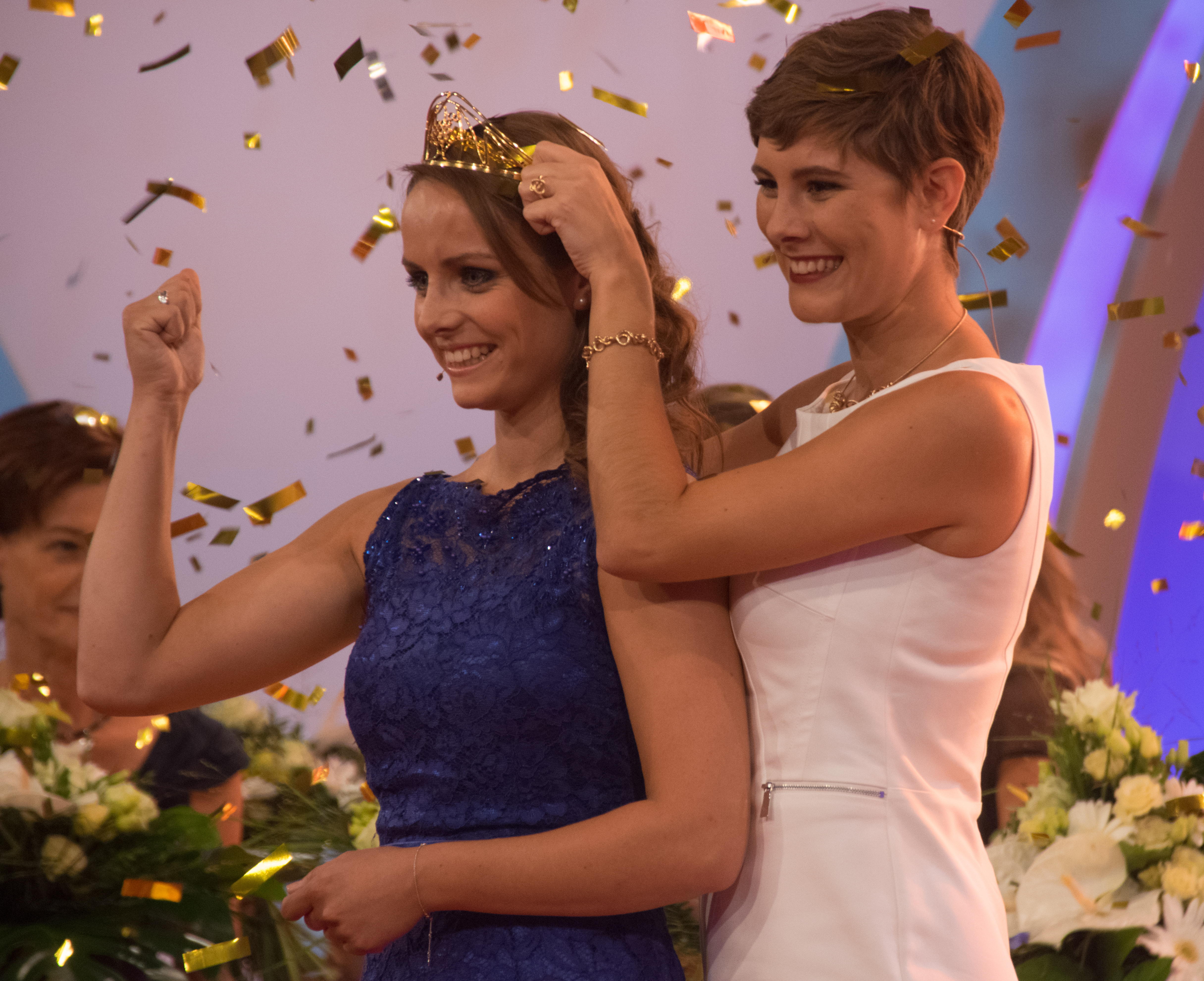
Josefine Schlumberger (rechts) war 2014/15 Badische und 2015/16 Deutsche Weinkönigin.

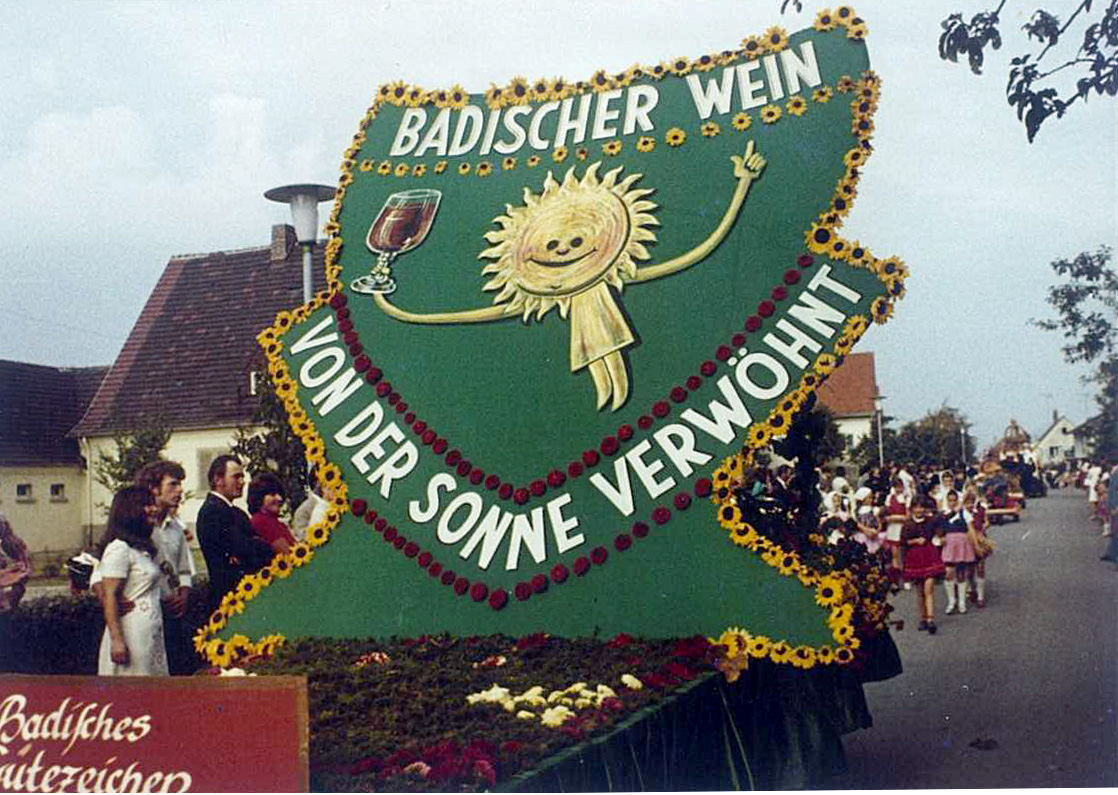
Umzugswagen auf dem Winzerfest in Erzingen 1971

Die Badische Weinkönigin wird seit 1950 gewählt und repräsentiert den badischen Wein.
Seit 1960 wurde der badische Wein mit dem Slogan „Badischer Wein, von der Sonne verwöhnt“ und einer Figur mit sonnenartigem Kopf und einem Rotweinglas in der Hand beworben. Im Sommer 2021 gab der Badische Weinbauverband bekannt, dass in Zukunft mit „Baden – der Garten Deutschlands“ geworben werden soll und auch andere Branchen sich der Dachmarke anschließen sollen. Das Sonnenmännchen kam schon länger nicht mehr zum Einsatz.